# Episodi di Still Standing (seconda stagione)
La seconda stagione della serie televisiva Still Standing è andata in onda negli Stati Uniti d'America dal 22 settembre 2003 al 24 maggio 2004 sul canale CBS. In Italia è andata in onda dal 2 al 31 gennaio 2008 su Iris.
| nº | Titolo originale      | Titolo italiano              | Prima TV USA      | Prima TV Italia |
| -- | --------------------- | ---------------------------- | ----------------- | --------------- |
| 1  | Still Negotiating     | Patti chiari, papà!          | 22 settembre 2003 | 2 gennaio 2008  |
| 2  | Still Driving         | Scuola guida                 | 29 settembre 2003 | 10 gennaio 2008 |
| 3  | Still the Bad Parents | La prima volta               | 6 ottobre 2003    | 11 gennaio 2008 |
| 4  | Still Our Kids        | Tutti al lavoro              | 13 ottobre 2003   | 7 gennaio 2008  |
| 5  | Still Got It          | Scheletri nell'armadio       | 20 ottobre 2003   | 8 gennaio 2008  |
| 6  | Still Shoplifting     | Tutta colpa di un MP3        | 27 ottobre 2003   |                 |
| 7  | Still Our Little Boy  | Più o meno...sviluppato!     | 3 novembre 2003   | 17 gennaio 2008 |
| 8  | Still Interfering     | I mitici anni ottanta        | 10 novembre 2003  | 18 gennaio 2008 |
| 9  | Still Dreaming        | Il pianeta delle oche        | 17 novembre 2003  | 14 gennaio 2008 |
| 10 | Still Believing       | Il fidanzatino religioso     | 24 novembre 2003  | 15 gennaio 2008 |
| 11 | Still Christmas       | Cenetta natalizia            | 15 dicembre 2003  | 16 gennaio 2008 |
| 12 | Still Responsible     | I malati immaginari          | 5 gennaio 2004    |                 |
| 13 | Still Narcing         | La mascotte                  | 2 febbraio 2004   |                 |
| 14 | Still Bill's Dad      | Il padre di Bill             | 9 febbraio 2004   | 21 gennaio 2008 |
| 15 | Still Flirting        | Il fascino della cameriera   | 16 febbraio 2004  | 22 gennaio 2008 |
| 16 | Still Groping         | Il vizietto della mano morta | 23 febbraio 2004  | 23 gennaio 2008 |
| 17 | Still Parading        | Il carro allegorico          | 1º marzo 2004     | 24 gennaio 2008 |
| 18 | Still Stressing       | Vado a lavorare con papà     | 22 marzo 2004     | 25 gennaio 2008 |
| 19 | Still the Man         | L'uomo di casa               | 19 aprile 2004    | 28 gennaio 2008 |
| 20 | Still Hangin' Out     | La gara di ritrovi           | 3 maggio 2004     | 29 gennaio 2008 |
| 21 | Still in Cahoots      | Gioco d'azzardo              | 10 maggio 2004    | 30 gennaio 2008 |
| 22 | Still Champions       | L'anello del Super Bowl      | 17 maggio 2004    | 31 gennaio 2008 |
| 23 | Still Seceding        | Le regole sono regole!       | 24 maggio 2004    |                 |